# Stanley–Reisnerring
Inom matematiken är en Stanley–Reisnerring ett kvot av en polynomalgebra över en kropp med ett kvadratfritt monomideal. Konstruktionen av Stanley–Reisnerringar är ett grundläggande verktyg i algebraisk kombinatorik och kombinatorisk kommutativ algebra. Dears egenskaper studerades av Richard Stanley, Melvin Hochster och Gerald Reisner under det tidiga 1970-talet.

### Fotnoter
1. ↑  Miller & Sturmfels (2005) p.19